# Spinuș
Spinuș – wieś w Rumunii, w okręgu Bihor, w gminie Spinuș. W 2011 roku liczyła 425 mieszkańców.